# Pteris de
Pteris de là một loài dương xỉ trong họ Pteridaceae. Loài này được Smedti hort., La Tribune mô tả khoa học đầu tiên năm 1911.
Danh pháp khoa học của loài này chưa được làm sáng tỏ. 